# Choix

Choix é um município do estado de Sinaloa, no México.